# Страна тупых
«Страна тупых» (англ. Dumbland) — серия из восьми грубо анимированных короткометражных чёрно-белых мультипликаций, созданных Дэвидом Линчем в 2002 году. Он же написал сценарий и стал режиссёром этого фильма, а также озвучил все роли. Мультфильм поначалу был выложен автором в Интернете на davidlynch.com, но потом в 2005 году был выпущен и на DVD. Сериал содержит всего восемь серий общей длительностью чуть более 30 минут.
Линч в сериале показывает и раскрывает ежедневную рутину жестоких, злых и не привыкших много думать людей, используя образ жестокого, глупого и грубого трёхзубого мужика с головой, похожей на луковицу, с соответствующим выражением лица и вечно открытым ртом. Этот мужик живёт в доме, где компанию ему составляют его странная гиперкинетическая жена, которая постоянно боится своего мужа, и сын, такой же странный, как и мать, но изображённый как маленький пришелец. В сериале никому из персонажей не присвоено имя, однако на сайте Дэвида Линча прописано, что мужика зовут Рэнди (Randy), а ребёнка — Спарки (Sparky). Жена безымянна.
Линч широко использует ненормативную лексику и ограниченную примитивную анимацию, чтобы подчеркнуть стиль сериала, умышленно грубый и оскорбительный, как в преподнесении, так и по содержанию.
«„Страна тупых“ — это грубый, глупый, жестокий и абсурдный сериал. И когда он смешон, то он смешон, потому что мы видим абсурдность всего этого», — говорит Дэвид Линч.

## Сюжет

### Серия 1:Сосед
Рэнди развивает интерес к соседскому сараю, пукает и продолжает тем, что наносит вербальные оскорбления соседу (а также пролетавшему мимо вертолёту). Затем сосед признаёт, что он — «однорукий уткоёб» («one-armed duck-fucker»).

### Серия 2:Беговая дорожка
Во время просмотра американского футбола по телевизору Рэнди выходит из себя, встревоженный женой, бегущей по шумной беговой дорожке. Рэнди пытается уничтожить бегущую дорожку, но безрезультатно. Тем временем Авраам Линкольн в кавычках, торговый агент, оказывается в неправильном месте в неправильное время, пытаясь продать что-то Рэнди. В конце Спарки показывает отцу двух мёртвых птиц для обеда.

### Серия 3:Доктор
После того как Рэнди ударил самого себя электрическим током с последовавшим шоком, пытаясь отремонтировать напольный светильник с разбитой электролампой, прибывает доктор проверить порог шоковой боли у оцепеневшего мужика, используя всё более и более (по нарастающей) жестокие методы, пока наконец Рэнди не восстанавливает свои чувства и решает провести проверку по своему усмотрению. «Так больно?» («Does that hurt you?»)

### Серия 4:Визит друга
Рэнди уничтожает новую линию вешалок для одежды (типа большой телевизионной антенны), принадлежащих его жене, и выбрасывает их через забор, вызывая тем самым катастрофическую аварию, к величайшему неудовлетворению жены. Потом к Рэнди приходит друг и эти двое разговаривают об охоте и прочих убивающих штучках, выпивая, плюясь, рыгая и пердя всё это время.

### Серия 5:Вытащи палку!
На участок Рэнди через забор переваливается человек с палкой в горле. Спарки подбадривает возгласами своего отца, который пытается вытащить палку. В процессе «помощи» он ломает пострадавшему шею, протыкает оба глаза напрочь и мерзко, отвратительно калечит его, а после выбросывает его за территорию под колёса большого грузовика. Это самая неистовая и кровавая серия «Страны тупых». «Вытащи палку! Вытащи палку!» («Get the stick! Get the stick!»)

### Серия 6:Мои зубы кровоточат
Спарки прыгает на батуте посреди комнаты и пронзительно кричит, что его зубы кровоточат, а в это время жена ноет, пока из её головы не начинает изливаться кровь. За окном на улице постоянно происходят аварии и стрельба. По телевизору идёт шумный и кровавый матч боёв без правил. Всё в порядке до тех пор, пока муха не прерывает спокойного и безмятежного состояния Рэнди.

### Серия 7:Дядя Боб
Рэнди получает задание от устрашающей андрогинной личности (по сюжету — его тёща) остаться дома и присмотреть за «дядей Бобом» под угрозой «отрезать его яйца» («nuts cut out»), если он не выполнит просьбу. Дядя Боб молча делает всё более и более самоуничижающие действия, как то, кашляет, пердит и блюёт, и вдруг ударяет Рэнди по лицу, пересекши всю комнату. После нескольких повторений такого поведения, Рэнди невзлюбил действия дяди Боба и упреждающим ударом «вырубил» его. Тёща тут же ворвалась в комнату и со словами «Я всё видела!» мощным ударом отправила Рэнди сквозь стену. Остаток ночи Рэнди провёл в страхе на близстоящем дереве, пока его сын не сообщил, что дядю Боба отправили в больницу, и Рэнди может безопасно спускаться вниз. Дядя Боб откусил себе ступню.[стиль]

### Серия 8:Муравьи
На дом Рэнди находит чума из всё более и более нарастающего потока муравьёв. Его неудовлетворённость текущим положением достигает такой точки, что он хватает баллончик яда для насекомых и пробует устранить проблему самостоятельно. В виду поспешности и страшного гнева, он не успевает заметить, что распылитель направлен не на муравьёв, а на его лицо. Он распыляет яд себе в лицо в течение нескольких секунд. Затем он падает, испытывая жуткие галлюцинации, в которых муравьи поют, танцуют, и ликующе называют его «жопой», «гандоном, мудаком» и «тупым говнюком» («asshole», «shithead», and «dumb-turd»). В итоге Рэнди приходит в себя и шлёпает муравьёв на полу, на стене и на потолке. Он падает с потолка и позже его показывают на больничной койке с мучительными повреждениями, в гипсе на всё тело. В финальной сцене муравьи ползут по его забинтованному телу в район дырки в гипсе на ступне. Рэнди издаёт пронзительный вопль, полный беспомощности и отчаянья, когда сотни муравьёв устремляются в ту дырку.[стиль]
Это наиболее сложная из серий. «Муравьи» пародируют линчевские притязания к деятельности музыкального продюсера в ранних 1990-х, путём представления певца, похожего на Джули Круз, и музыки, похожей на музыку Анджело Бадаламенти (с этими двумя Линч работал над саундтреком к Твин Пикс, а также к концертному фильму Индустриальная симфония № 1).